# Alexandros Tzorvas
Alexandros Tzorvas (Græsk: Αλέξανδρος Τζόρβας) (født 12. august 1982 i Athen, Grækenland) er en græsk tidligere fodboldspiller, der spillede som målmand. Gennem karrieren repræsenterede han blandt andet Panathinaikos i sit hjemland samt Palermo og Genoa i Italien.
Med Panathinaikos vandt Tzorvas i 2010 både det græske mesterskab og landets pokaltitel.

## Landshold
Tzorvas nåede at spille 16 kampe for Grækenlands landshold, som han debuterede for 19. november 2008 i en venskabskamp mod Italien. Han var en del af den græske trup til VM i 2010 i Sydafrika, hvor han spillede fuld tid i alle grækernes tre kampe.